# HMS M2
Lo HMS M2 è stato un sottomarino della Royal Navy britannica, perso per naufragio il 26 gennaio 1932 nel canale della Manica con la morte di tutto l'equipaggio

## Storia

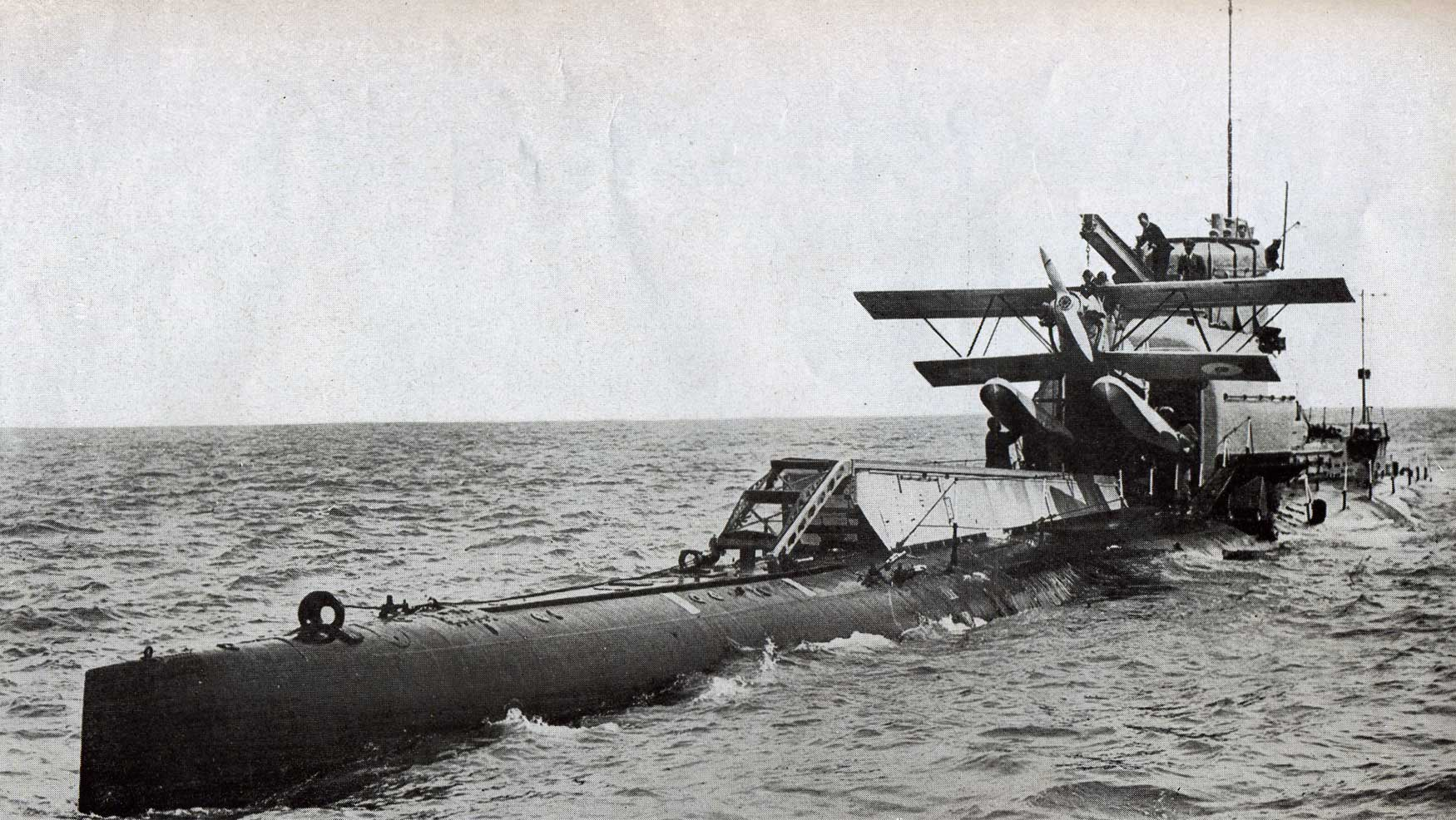
Il sommergibile M2 e il suo idrovolante.

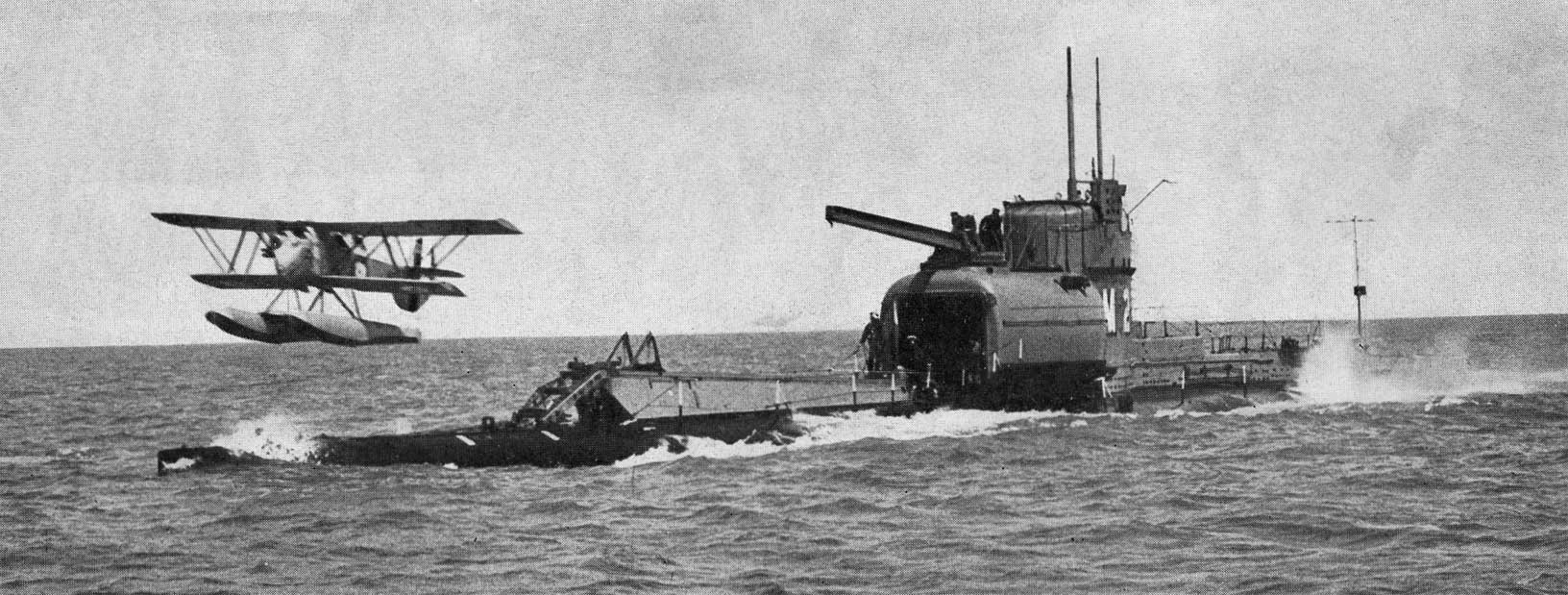
Decollo dell'idrovolante Parnall Peto.

Nell'agosto 1915 l'ammiraglio John Fisher, Primo lord del mare, prospettò la costruzione di una "corazzata sommergibile" armata con un cannone di grosso calibro in aggiunta al normale armamento di siluri. Fisher segnalò che una corazzata sommergibile avrebbe trasportato molti più proiettili da 850 libbre rispetto ai siluri. Il mese successivo il Comitato per lo Sviluppo dei Sommergibili, istituito nel maggio 1915 per definire la futura politica nella costruzione dei sommergibili britannici, si riunì per analizzare la proposta dell'ammiraglio. Sebbene non ci fosse alcun accordo sulla funzione e sull'utilizzo di una simile unità navale, il Comitato decise che il Direttore delle Costruzioni Navali avrebbe dovuto preparare il progetto per due tipi di questi sommergibili, uno armato di un cannone di grosso calibro a bassa velocità iniziale e un altro armato di un cannone di calibro minore ad elevata velocità iniziale. Al capitano di vascello Sidney Stewart Hall, comandante dei sommergibili, fu ordinato di trovare delle giustificazioni la costruzione di sommergibili di questo modello. Hall presentò un certo numero di argomenti in favore della costruzione di sommergibili aventi un cannone come armamento principale, data anche la scarsa qualità dei siluri britannici allora in uso.  Il Comitato per lo Sviluppo dei Sommergibili decise per la costruzione di sommergibili monitori armati con cannone di grosso calibro. La Royal Navy, convinta dell’inutilità dei sommergibili monitori da impiegare nel Mare del Nord e non potendo annullare le decisioni dell’ammiraglio Fisher, scelse per armare le nuove unità il cannone Vickers Mk IX 50t BL da 305 mm, di modello superato, ma presente negli arsenali britannici con pezzi di rispetto e molte munizioni, destinati inevitabilmente alla demolizione. Tale decisione sul tipo di armamento abbassò di molto il costo previsto per le nuove unità. Fu deciso di realizzare quattro sommergibili monitori al posto di quattro sommergibili classe K, battelli con propulsione a vapore, la cui costruzione era già stata finanziata. La realizzazione delle quattro unità fu portata avanti con bassa priorità, e uno solo dei sommergibili monitori, lo M1  entrò in servizio prima della fine della Grande Guerra. Il cannone da 305/40 aveva una elevazione di 20°, una depressione di -5°, un brandeggio di 15° e poteva sparare 90 secondi dopo che l'unità era emersa in superficie.
Il sottomarino M2 fu impostato presso il cantiere navale Vickers di Barrow-in-Furness il 13 luglio 1916, varato il 15 aprile 1919, ed entrò in servizio il 14 febbraio 1920.
Entrato in servizio dopo la fine della prima guerra mondiale, nel periodo 1920-1921 fu impiegato
come battello scuola e negli anni 1921-1924 fu assegnato alla Atlantic Fleet. Nel periodo 1924-1928 fu impiegato come sommergibile da addestramento.
Dopo l'affondamento accidentale dello M1 nel 1925, lo M2 e lo M3 furono messi fuori servizio e adibiti a compiti sperimentali. Il suo cannone da 305/40 fu rimosso e nel 1927 sostituito da un piccolo hangar per aerei dove trovava posto un idrovolante da ricognizione ad ali ripiegabili Parnall Peto, appositamente progettato per l'utilizzo sullo M2. Una volta aperte le ali, il Parnall Peto poteva essere calato il mare affiancato da una gru derrick per il decollo. All'ammaraggio, l'aereo veniva issato sul ponte e riposto nell'hangar. Nell'ottobre del 1928 fu installata una catapulta idraulica per aerei per consentire il decollo dell'idrovolante direttamente dal ponte. Il sottomarino doveva operare davanti alla flotta da battaglia in un ruolo di ricognizione, usando il suo idrovolante disarmato come ricognitore. Questa conversione si rivelò un successo e lo M2 poteva emergere da quota periscopio, aprire la porta dell'hangar, catapultare l'aereo, chiudere la porta e immergersi di nuovo in cinque minuti.
L'M2 lasciò la sua base di Portland alle 9:11 del 26 gennaio 1932, per un'esercitazione a West Bay, Dorset, con a bordo il Parnall Peto (matricola N255). La sua ultima comunicazione fu un messaggio radio alle 10:11 alla sua nave appoggio sommergibili Titania, per annunciare che si sarebbe immerso alle 10:30. Il capitano di una nave mercantile di passaggio, la nave di piccolo cabotaggio di Newcastle Tynesider, ha detto di aver visto un grande sottomarino immergersi per la prima volta a poppa intorno alle 11:15. Ignaro del significato di ciò, lo riferì solo di sfuggita una volta raggiunto il porto.
Tutto il suo equipaggio di 60 persone, compreso il suo comandante, Keith Arbuthnot Crofton, rimase ucciso nell'incidente. Il sottomarino fu ritrovato dal sonar del cacciatorpediniere Torrid il 3 febbraio, otto giorni dopo la sua perdita. Due corpi furono recuperati dal relitto durante la settimana successiva. Ernest Cox, l'esperto di operazioni di salvataggio che aveva recuperato le corazzate tedesche a Scapa Flow, fu assunto per riportare a galla lo M2.  In un'operazione durata quasi un anno e con 1.500 immersioni, l'8 dicembre 1932, il sommergibile venne sollevato fino a 6 m (20 piedi) dalla superficie prima che si scatenasse una tempesta e lo M2 tornasse sul fondo del mare.
La porta dell'hangar era stata trovata aperta, così come il portello numero due sito all'interno dell'hangar, e l'aereo era ancora al suo interno.  Si credeva che l'incidente fosse dovuto all'ingresso di acqua nel sottomarino attraverso la porta dell'hangar, che era stata aperta per lanciare l'aereo poco dopo essere emerso.
Il sottomarino attualmente giace in posizione verticale sul fondo del mare a (50° 34.6′N, 2° 33.93′ W). La sua chiglia si trova a circa 30 m (100 piedi) sotto la superficie del mare durante la bassa marea e il suo punto più alto, la cima alla torre di comando a circa 20 m (66 piedi).  È una immersione popolare per i subacquei, e il relitto è designato come "luogo protetto" ai sensi della legge sulla protezione dei resti militari del 1986.  All'interno di una vetrina presso il Submarine Museum di Gosport e conservato un piccolo pezzo di legno scarabocchiato a matita con il messaggio "Aiuto". M2 andato giù. Portello N. 2 aperto.  Questo messaggio era stato trovato sulla spiaggia di Hallsands nel Devon dopo che lo M2 era affondato con la perdita di tutto l'equipaggio, le parole erano state molto probabilmente scritte da qualcuno intrappolato all'interno del sottomarino.

### Annotazioni
1. ↑  Durante una immersione nel 1923 lo M2 raggiunse accidentalmente la profondità di 73 m.
2. ↑  Progettato dalla ditta Vickers alla fine degli anni Novanta del XIX secolo era stato installato sulle navi da battaglia delle classi Formidable, London, Duncan e King Edward VII.

### Fonti
1. 1 2  Gardiner 1985, p. 92.
2. 1 2 3 4 5 6 7 8  RN Subs.
3. 1 2 3 4 5 6 7 8  Scuba Diver.
4. 1 2 3 4 5  Turrini 2011, p. 23.
5. 1 2 3  Turrini 2011, p. 24.
6. ↑  Turrini 2011, p. 25.
7. 1 2 3 4  Turrini 2011, p. 26.
8. 1 2  Turrini 2011, p. 27.
9. 1 2  Turrini 2011, p. 28.
10. ↑  Treadwell 1999, pp. 45-46.
11. ↑  Treadwell 1999, p. 52.
12. ↑  Treadwell 1999, p. 50.
13. ↑  Treadwell 1999, p. 47.